# Mnichów (Łódź)
Pour les articles homonymes, voir Mnichów.
Mnichów est une localité polonaise de la gmina et du powiat de Sieradz en voïvodie de Łódź.